# Squamopleura araucariana
Squamopleura araucariana är en blötdjursart som först beskrevs av Hedley 1898.  Squamopleura araucariana ingår i släktet Squamopleura och familjen Chitonidae. Inga underarter finns listade i Catalogue of Life.